# Vu Đô
Vu Đô (tiếng Trung: 于都县, Hán Việt: Vu Đô huyện) là một huyện của địa cấp thị Cám Châu (赣州市), tỉnh Giang Tây, Cộng hòa Nhân dân Trung Hoa. Huyện này có diện tích 2893 km2, dân số năm 2003 là 902.000 người. 

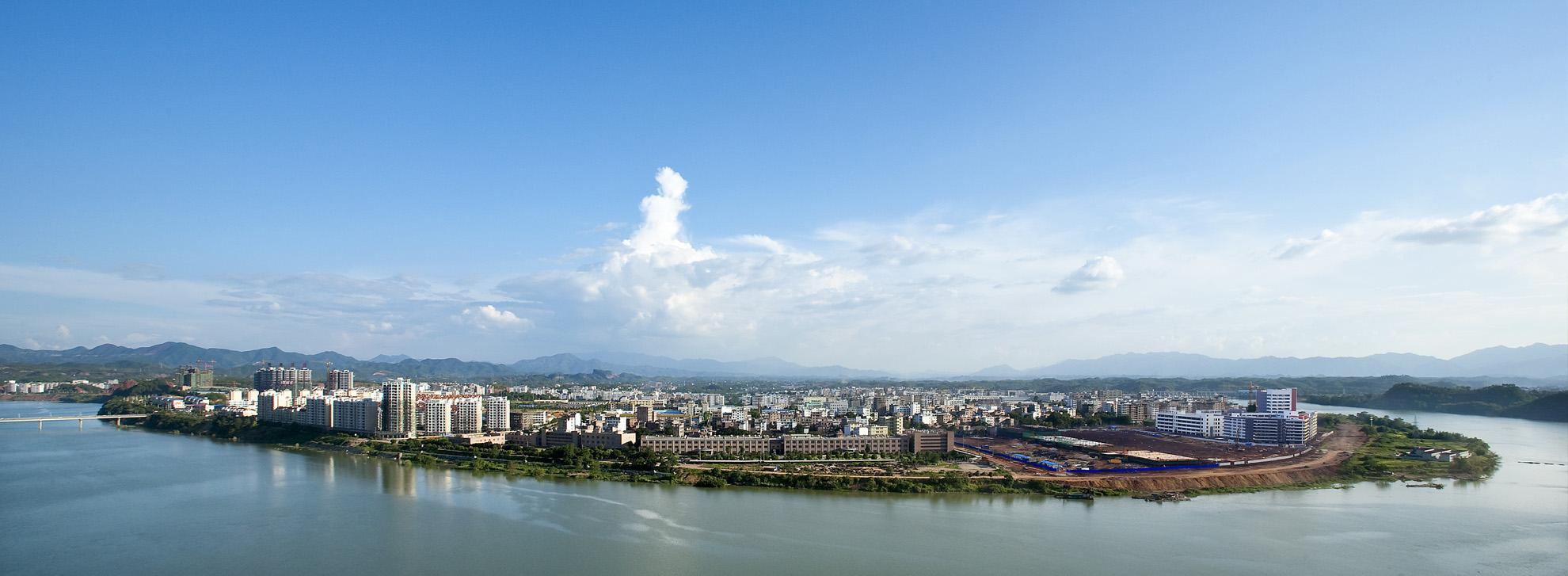
Vu Đô

## Hành chính
Vu Đô được chia ra làm 23 đơn vị hành chính cấp hương, gồm 9 trấn và 14 hương. Ngoài ra huyện này còn quản lí xxx đơn vị tương đương cấp hương khác
- Trấn: Cống Giang (贡江镇), Thiết Sơn Lũng (铁山垅镇), Bàn Cổ Sơn (盘古山镇), Hòa Xa (禾丰镇), Kỳ Lộc Sơn (祁禄山镇), Tử Sơn (梓山镇), Ngân Khanh (银坑镇), Lĩnh Bối (岭背镇), La Ao (罗坳镇)
- Hương: La Giang (罗江乡), Tiểu Khê (小溪乡), Lợi Thôn (利村乡), Tân Pha (新陂乡), Tĩnh Thạch (靖石乡), Hoàng Lân (黄麟乡), Sa Tâm (沙心乡), Khoan Điền (宽田乡), Cát Ao (葛坳乡), Kiều Đầu (桥头乡), Mã An (马安乡), Tiên Hạ (仙下乡), Xa Khê (车溪乡), Đoạn Ốc (段屋乡)

Đơn vị ngang cấp hương khác
- Khu công nghiệp Vu Đô (于都工业园)